# Cura dels cavalls

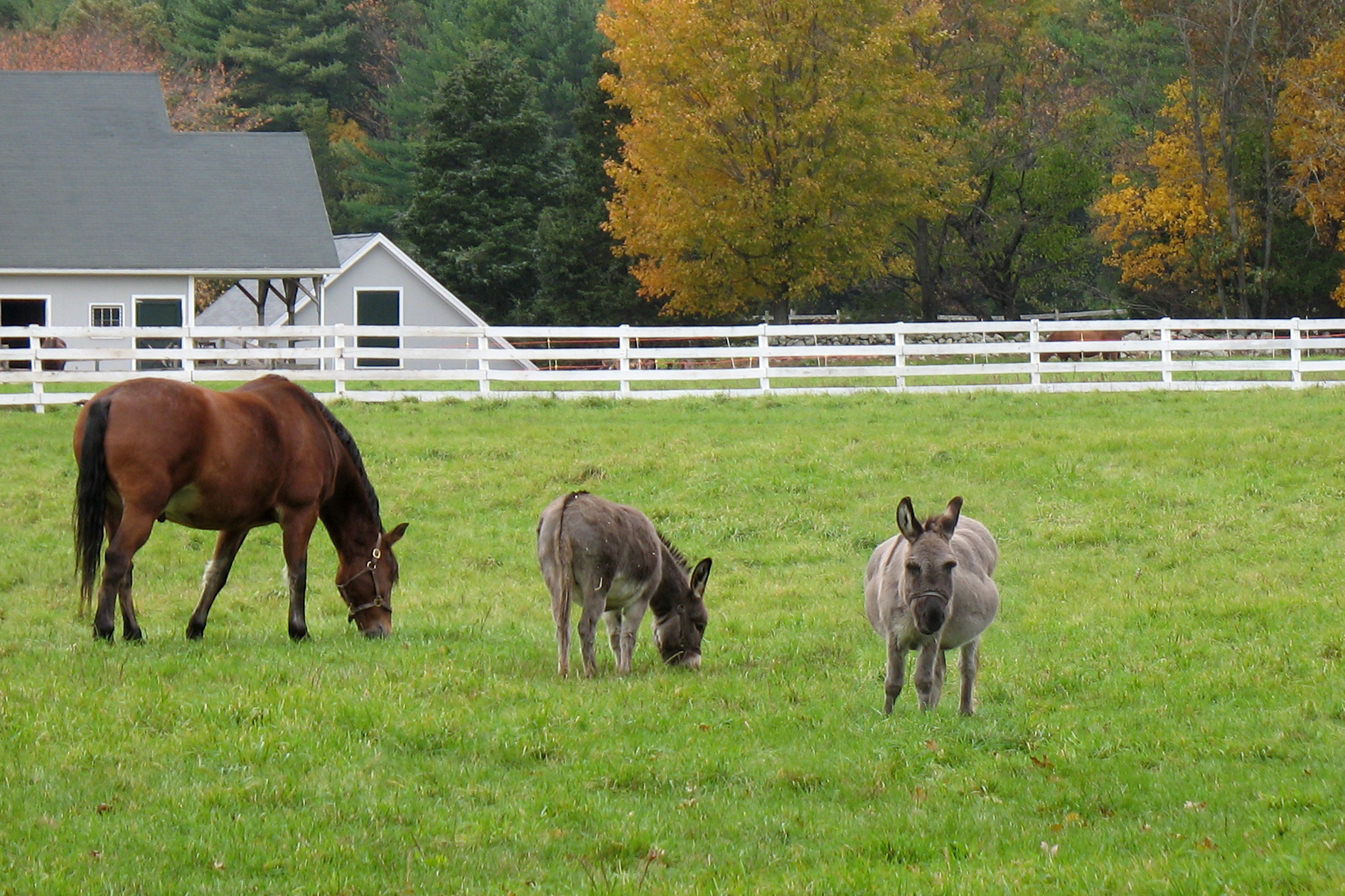
Un entorn agradable per a èquids domèstics: espai suficient, pastura adequada, bona companyia i tanques correctes.

Per cura dels cavalls domèstics s'entenen totes les accions necessàries per a mantenir els cavalls en bon estat de salut, física i psíquica. Amb la doble finalitat de preservar les seves capacitats de servei (i el valor econòmic associat) i permetre'ls una bona qualitat de vida.
Els èquids salvatges tenen cura d'ells mateixos. Dins del seu hàbitat són lliures i poden triar i decidir en funció del seu instint. Els cavalls domèstics viuen en condicions artificials i, en no poder seguir un comportament natural, necessiten una cura específica per part dels humans. Els humans són responsables de la seva vida en captivitat i han de procurar que els cavalls domèstics pateixin en el mínim grau possible.

## Entorn vital
L'espai físic en què han de viure els cavalls domèstics és millor que s'assembli a un espai natural. Una opció adequada és que els cavalls visquin a l'aire lliure amb accés a un refugi. L'espai tancat ha de ser prou gran perquè els animals puguin córrer. El refugi ha de protegir-los de la pluja intensa i del vent excessiu. En el mateix refugi o d'una altra manera (arbres o similars) els cavalls han de trobar un espai a l'ombra.
Les egües, els mascles castrats i els poltres és millor que estiguin junts. Si només hi ha un cavall en la granja o propietat és aconsellable que visqui amb un altre animal de companyia. Un ruquet o un poni són ideals. Però un gos, una cabra o un gat poden fer el fet.
Els estalons és millor que visquin sols i lluny de la visió i de l'abast dels sentits (oïda, olfacte) de les egües.

### Pastures
Perquè un cavall es pugui mantenir a l'aire lliure, de forma gairebé completa i adequada, pasturant l'herba d'un prat, cal tenir en compte totes les condicions. En ambients humits necessita menys superfície que en ambients secs. Es considera que entre 4.000 i 12.000 metres quadrats de prats són suficients per a alimentar un cavall en la major part del món. En períodes de sequera o en hiverns rigorosos cal preveure la necessitat de proporcionar suplements alimentaris.

### Tanques

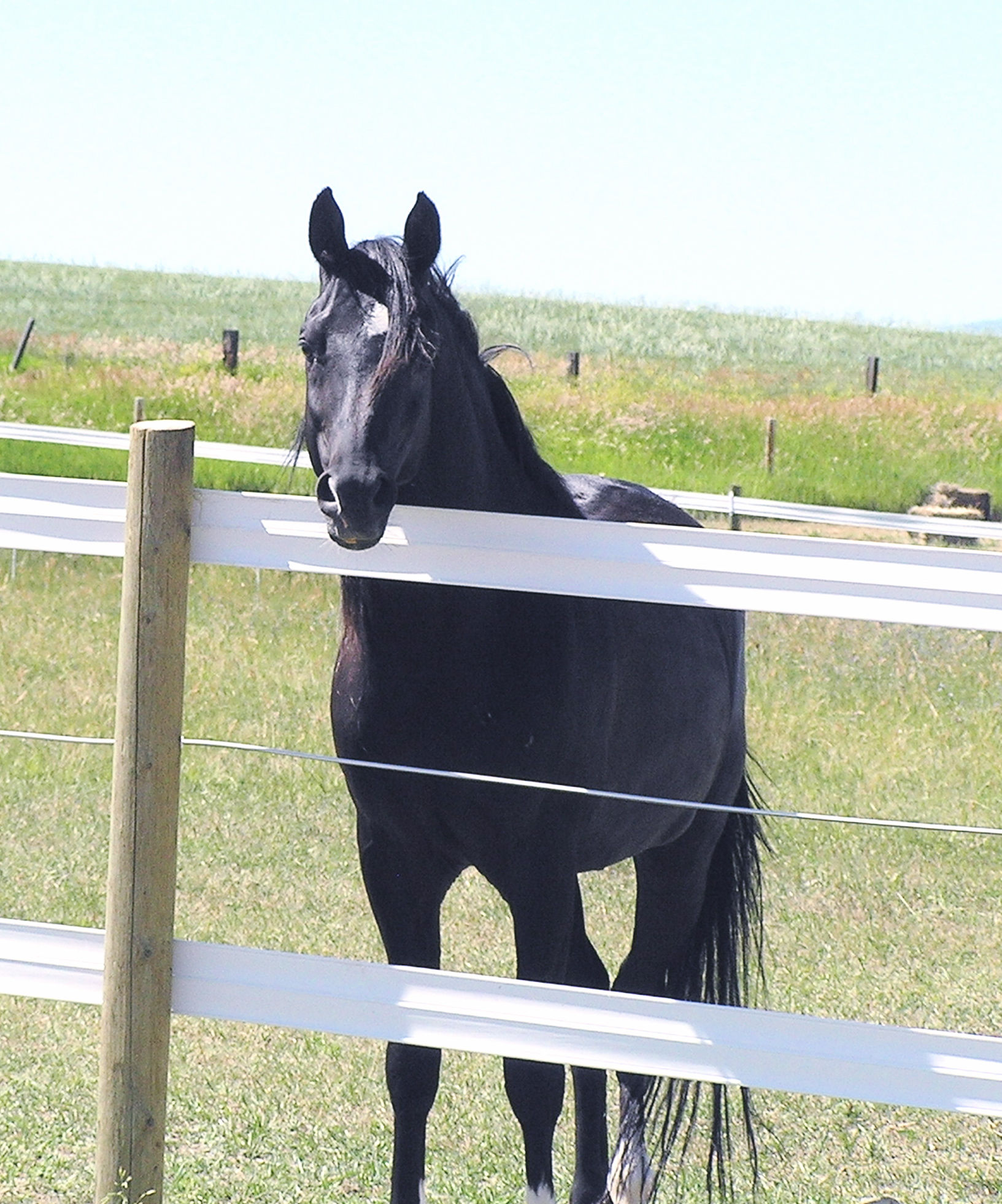
Tanca de cables d'acer amb folres-pantalla de plàstic (PVC).

Les tanques són elements imprescindibles en la vida de la major part dels cavalls domèstics. Tan imprescindibles com potencialment perillosos.
Un cavall pot introduir el cap o una pota per dins dels forats d'una tanca provant de menjar herba a l'altre costat. Fugint espantat pot precipitar-se contra una barrera visible. O xocar contra una tanca invisible o poc menys.
Com més petit sigui l'espai tancat més visible i segura ha de ser la tanca emprada. Molts cavalls es deixen durant hores en corrals tancats. A vegades amb accés a un refugi i menjadores. En altres ocasions sense cap mena de comoditat fora de la mateixa superfície del corral.
Un cavall que no treballi amb regularitat necessita una superfície mínima d'uns 9 metres per 4 (36 metres quadrats). Perquè pugui galopar una mica necessitarà un recorregut mínim d'uns 30 metres.
Un cavall confinat en espais petits necessita que el treguin a fer exercici de la mà d'un cuidador o que el duguin a espais més grans on pugui desfogar-se tot sol.

### Tipus de tanques
Les tanques usades en el confinament de cavalls són de molts tipus: de pedra seca, de fusta rústica, de fusta elaborada, de filferro, de cable d'acer, de canonades d'acer, de filat de malles (d'acer o de plàstic), de bandes tèxtils tensades entre peus drets,...
Hi ha moltes obres de divulgació i algunes obres destinades a professionals que tracten de les tanques amb profunditat.
- Tanca de pedra.
- Tanca de fusta. Troncs tornejats i tractats.
- Tanca pràcticament invisible. Molt perillosa.
- Filat de malla trenada.
- Tanca de canonada metàl·lica.

### Estables
Per comoditat dels humans els èquids domèstics s'han confinat en estables durant segles. Un cavall sa estaria molt millor a l'aire lliure, amb una mica d'espai per a moure's i un simple cobert que no pas tancat a l'interior d'un edifici i protegit dels elements.
El costum o necessitat dels estables, quadres, cavallerisses i similars ha provocat el tractament d'aquestes instal·lacions en la literatura especialitazada. Kikkuli, Xenofont, Varró, Dieç i altres escrigueren sobre els estables. (Una comparació entre el "Llibre del tresor" de Latini i el "Dotzè" d'Eiximenis pot consultar-se en línia).
Les dimensions dels estables individuals o cambrots ("boxes" a Anglaterra, "stalls" als Estats Units) depenen de la raça del cavall i d'altres circumstàncies. Els cambrots més petits són de l'ordre de 3,7x3 metres; els més grans poden passar dels 4x4 metres. Les egües amb pollins disposen, a vegades, de cambrots dobles.
Els animals confinats moltes hores en estables petits poden desenvolupar vicis (vicis d'estable). Necessiten fer exercici diàriament i, malgrat totes les atencions que rebin, pateixen un sistema de vida molt allunyat del natural.
Un dels problemes dels estables són les dejeccions. Cada cavall genera uns 8 kg de residus sòlids i molts litres d'orins. Sobre un sòl sòlid hi ha una o dues capes de materials absorbents (palla, encenalls, retalls de paper, ...).
Una mena d'estables més petits que els descrits més amunt fan uns 3 metres de llarg per 2 metres d'ample. El cavall està fermat a una balda o anella i no pot girar. En alguns casos, amb el ramal llarg, pot estirar-se a terra. Tot i la popularitat d'aquesta solució, les tendències modernes la desaconsellen.

## Alimentació

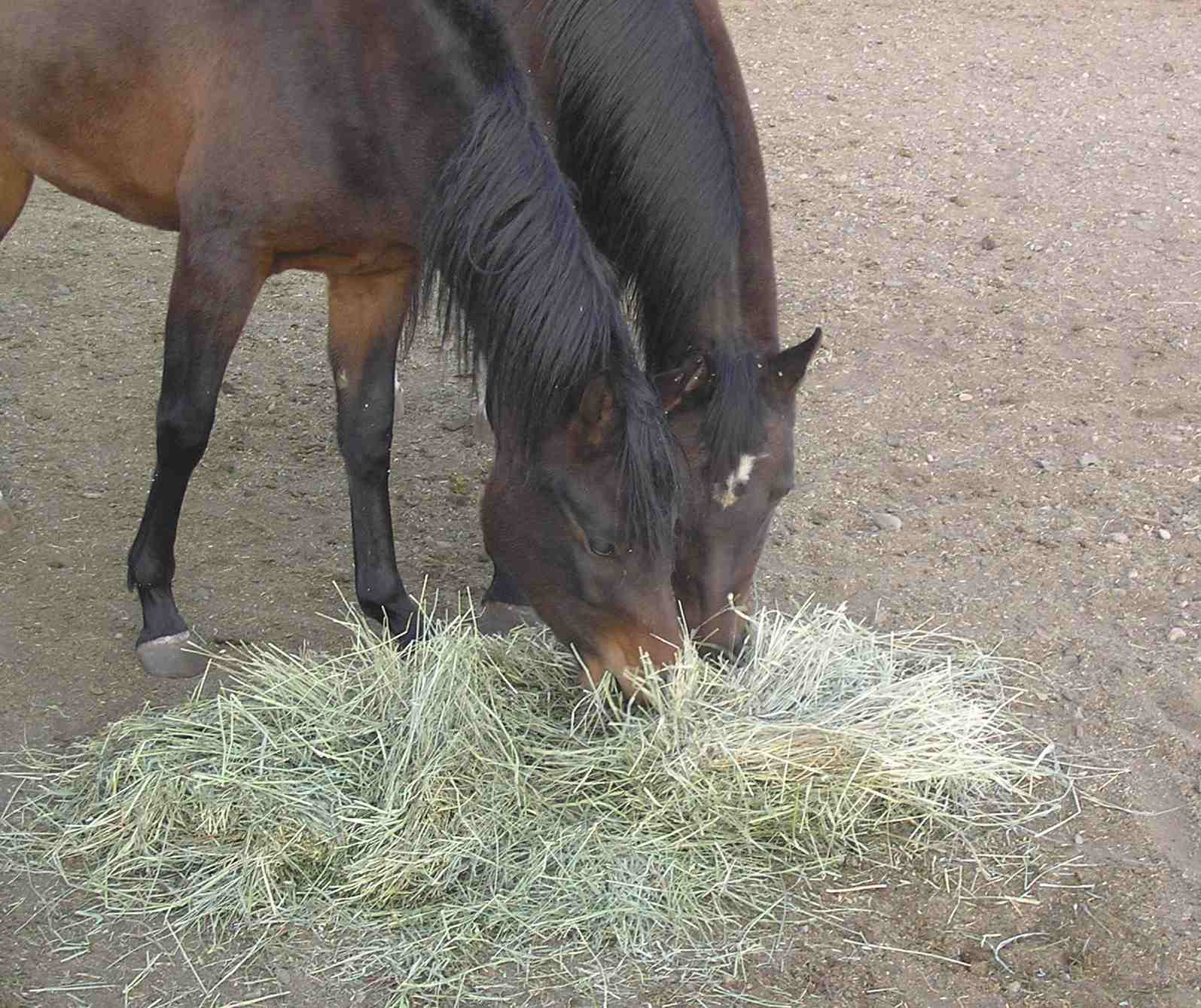
El farroig i similars formen part de la dieta de molts cavalls.

La cura dels cavalls domèstics inclou que el propietari els faciliti una alimentació adequada. Qualsevol defecte o excés és perjudicial.
Un cavall necessita un pes d'aliments d'entre un 1,5 i un 2,5% del seu pes corporal. Els aliments poden ser herba de pastura, alfals, palla i farroig, grans de cereals, pinsos granulats, etc. En certes regions hi ha subproductes agrícoles o industrials ("coques" de llinosa, triturats de canya de sucre…) que poden afegir-se a la dieta seguint el consell d'un professional expert. El cavall ha de poder beure tanta aigua com necessiti. I ha de poder llepar un bloc de sal a voluntat.
És convenient distribuir la ració diària en tres o quatre vegades. També és una bona pràctica barrejar els cereals (per exemple els grans d'ordi) entre la palla.
Hi ha animals que assimilen molt bé el menjar i amb poca quantitat es mantenen. Altres necessitaran una sobrealimentació per a mantenir-se. Una alimentació inadequada pot provocar còlic o laminitis. La sobrealimentació dels poltres pot causar osteocondrosi.

## Neteja

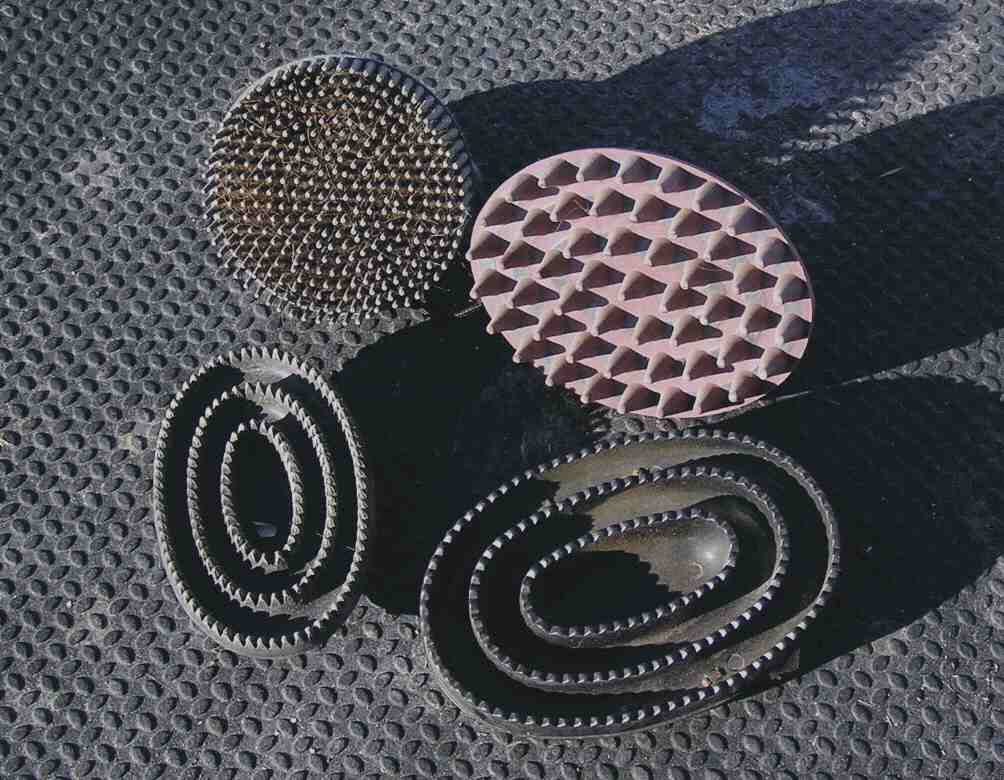
Diversos tipus de estríjol.

La neteja del cavall és una de les activitats artificials que se suposa indispensable en els animals domèstics. Els èquids salvatges no semblen necessitar aquesta pràctica. Molt sovint una zebra o un cavall feral es rebolcarà per la pols, en cerca d'un estat del pelatge més confortable. En alguns cavalls de guerra i en determinades condicions, alguns experts aconsellaven no estrijolar els cavalls (considerant que el pelatge "natural" oferia una millor protecció contra els rigors nocturns). En això imitaven la pràctica tradicional dels berbers i, possiblement, dels mongols. Hi ha diverses opinions sobre l'estrijolat dels cavalls militars. Probablement un estrijolat excessivament enèrgit i perllongat és perjudicial par a cavalls en campanya que han de passar la nit al ras. D'altra banda, un raspatllat elemental en la zona de la sella i dels arreus sembla imprescindible.
Els estris bàsics de neteja inclouen els intruments següents:
- estríjol
- raspalls diversos
- pintes

## Cura dels unglots i ferradura
Cal netejar sovint les ungles del cavall amb l'ajuda d'una eina apropiada (ganxo per a unglots) per a treure qualsevol pedra engastada, eliminar la pols i el fang i verificar que les ferradures estan en bon estat.
Mantenir els peus nets i secs ajuda a evitar possibles lesions i malalties. Els unglots s'han de netejar cada vegada que el cavall ha de treballar, abans i després. Si el cavall no treballa, també s'han de revisar sovint.
Els cavalls domèstics necessiten els serveis d'un ferrador professional cada 6 o 8 setmanes, en funció del clima, el terreny i el ritme de treball. Cada cavall té unes necessitats específiques que cal conèixer i respectar.